# LAPW法
LAPW法 (英: Linearized Augmented Plane Wave method) はバンド計算法の一種。APW法で生じる問題点を解決するため、1975年に O. K. Andersen によって考案された。
単純なAPW法ではシュレーディンガー方程式を解いて得られる行列の各要素が固有値の関数となっているために、一般化固有値問題に適用することができないため、ディターミナントを計算しなければならず、そのために膨大な計算時間を必要とする。
また、行列要素は動径波動関数の対数微分を含んでおり、この対数微分がエネルギーに関して特異性をもつため、固有値を拾い落とす可能性が生じてしまうという問題がある。
LAPW法では動径波動関数をエネルギーに関して線形化することで、対数微分の特異性を取り除き除、APW法の行列を一般化固有値問題に適用できる形にしている。
線形化された計算では、ゴーストバンドの問題が生じることがある。